# Tsyklon-3 (foguete)

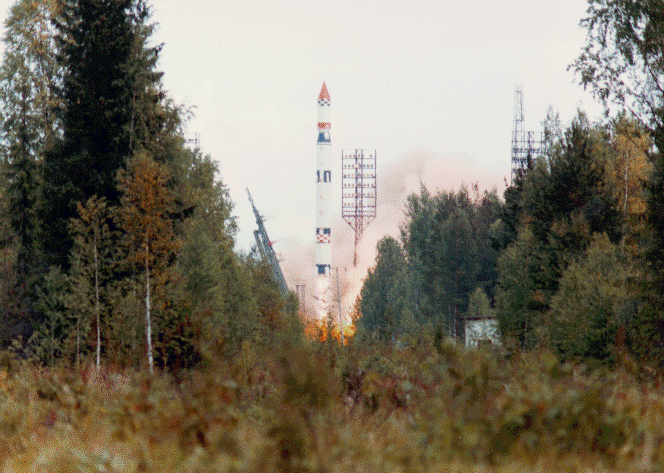
Foguete Tsyklon-3 durante o lançamento do satélite de observação do clima Meteor 3.

O foguete Tsyklon-3, em ucraniano Циклон-3, é um veículo de lançamento descartável
ucraniano, anteriormente soviético, membro da família de foguetes Tsyklon.
O primeiro voo ocorreu em 24 de Junho 1977, e saiu de serviço em 30 de Janeiro de 2009.